# Proyecto de Unión
El Proyecto de Unión (Tender of Union) fue una declaración del Parlamento de Inglaterra durante el interregno después de las Guerras de los Tres Reinos indicando que Escocia dejaría de tener un parlamento independiente, y se uniría a Inglaterra en la República de la Commonwealth. 
El Parlamento Inglés aprobó la declaración el 28 de octubre de 1651 y después de una serie de medidas provisionales de un Acta de Unión se aprobó el 26 de junio de 1657. La proclamación de la Unión de licitación en Escocia el 4 de febrero de 1652 regularizado la anexión de facto de Escocia a Inglaterra en la final de la tercera guerra civil inglesa. Bajo los términos de la oferta de la Unión y la aprobación final, el Parlamento escocés fue disuelto definitivamente y Escocia se le dio 30 escaños en el Parlamento de Westminster. Este acto como todos los demás que pase durante el interregno fue derogado por tanto de Escocia y el Parlamento Inglés en la restauración de la monarquía bajo Carlos II.

## Declaración y reacción
El 28 de octubre de 1651 el Parlamento Inglés emitió la Declaración del Parlamento de la Comunidad de Inglaterra, relativa a la Solución de Escocia, en el que se afirmaba que "Escocia, puede ser incorporada, y convertirse en una Common-wealth con esta Inglaterra ". Ocho comisionados ingleses fueron nombrados, Oliver St. John, Sir Henry Vane, Richard Salwey, George Fenwick, John Lambert, Richard Deane, Robert Tichborne, y George Monck, para seguir el asunto. Los comisionados del parlamento inglés viajaron a Escocia hacia el Mercat cross en Edimburgo el 4 de febrero de 1652, proclamando que la oferta de la Unión estaba en vigor en Escocia. Al 30 de abril de 1652 los representantes de los condados y burgos de Escocia habían aceptado los términos que incluía un juramento de que Escocia e Inglaterra se integrarían a la Comunidad. El 13 de abril de 1652-entre el anuncio y el último de los condados de acuerdo con los términos, un proyecto de Acta para la Incorporación de Escocia en una Mancomunidad con Inglaterra se dio una primera y una segunda lectura en el Parlamento Rabadilla, pero no regresó de su fase de comisión antes de la disolución del grupo. Un acto similar se introdujo en el Parlamento Barebones pero tampoco pudo ser promulgada antes de la disolución del Parlamento.

## Aprobación por el Lord Protector y el Parlamento
El 12 de abril de 1654, la Ordenanza para la unión de Escocia en una Mancomunidad con Inglaterra, fue expedida por el Lord Protector Oliver Cromwell y proclamada en Escocia por el gobernador militar de Escocia, el general George Monck. La Ordenanza no se convirtió en una ley de la Unión, hasta que fue aprobada por el Segundo Parlamento del Protectorado en el 26 de junio de 1657 en un acta que permitió a varios proyectos de ley.

## Para leer más
- Timeline: 1640 to 1660, Undiscovered Scotland
- Encyclopædia Britannica (edición de 1911) artículo "GRAN REBELIÓN", sección 59. "La Coronación de la Misericordia"

Personal, Escocia y de la Comunidad: 1651-1660 Ocupación militar y los primeros Intentos de Unificación, archontology.org
- Datos: Q7699619